# Ngunitalen
De Ngunitalen maken deel uit van de Bantoetalen. Deze Ngunitalen worden verdeeld in de Zunda- en Tekela-groepen. 

## Zunda
- Xhosa
- Zuid-Ndebele
- Zoeloe

## Tekela
- Swazi
- Noord-Ndebele
- Phuthi
- Hlubi
- Bhaca
- Nhlangwini